# Bóng bàn tại Đại hội Thể thao châu Á 2014 – Đội nam
Nội dung bóng bàn đội nam là một phần thi đấu trong bộ môn bóng bàn và được tổ chức vào giữa 29 tháng 9 và 4 tháng 10, tại Nhà thi đấu Suwon.

## Lịch thi đấu
Tất cả đều là giờ chuẩn Hàn Quốc (UTC+09:00)
| Ngày                      | Giờ   | Nội dung  |
| ------------------------- | ----- | --------- |
| Thứ 7, 27 tháng 9 2014    | 10:00 | Vòng loại |
| Chủ nhật, 28 tháng 9 2014 | 10:00 | Vòng loại |
| Chủ nhật, 28 tháng 9 2014 | 20:00 | Tứ kết    |
| Thứ 2, 29 tháng 9 2014    | 17:00 | Bán kết   |
| Thứ 3, 30 tháng 9 2014    | 14:00 | Chung kết |

## Kết quả

### Vòng loại

#### Bảng A
| Đội         | Pld | W | L | MF | MA | Pts |
| ----------- | --- | - | - | -- | -- | --- |
| Trung Quốc  | 3   | 3 | 0 | 9  | 2  | 6   |
| Singapore   | 3   | 2 | 1 | 8  | 3  | 4   |
| Ả Rập Xê Út | 3   | 1 | 2 | 3  | 6  | 2   |
| Lào         | 3   | 0 | 3 | 0  | 9  | 0   |

| 27 tháng 9 Báo cáo | Trung Quốc | 3 – 0 | Lào |  |

| Zhang Jike   | Zhang Jike   | 3–0 | Thavisack Phathaphone | 11–7, 11–4, 11–2 |
| Fan Zhendong | Fan Zhendong | 3–0 | Misay Phonsava        | 11–6, 11–2, 11–2 |
| Xu Xin       | Xu Xin       | 3–0 | Phinith Kongphet      | 11–3, 11–4, 11–5 |
|              |              |     |                       |                  |
|              |              |     |                       |                  |

| 27 tháng 9 Báo cáo | Singapore | 3 – 0 | Ả Rập Xê Út |  |

| Gao Ning  | Gao Ning  | 3–0 | Naif Mohammed Aljadai   | 11–4, 11–5, 15–13 |
| Li Hu     | Li Hu     | 3–0 | Abdulaziz Abbad Alabbad | 11–9, 15–13, 11–8 |
| Chen Feng | Chen Feng | 3–0 | Akram Saeed Alghamdi    | 11–5, 11–6, 11–7  |
|           |           |     |                         |                   |
|           |           |     |                         |                   |

| 27 tháng 9 Báo cáo | Trung Quốc | 3 – 0 | Ả Rập Xê Út |  |

| Xu Xin     | Xu Xin     | 3–0 | Abdulaziz Abbad Alabbad | 11–7, 11–5, 11–6 |
| Ma Long    | Ma Long    | 3–0 | Naif Mohammed Aljadai   | 11–5, 11–4, 11–5 |
| Zhang Jike | Zhang Jike | 3–0 | Ali Noor Alkhadrawi     | 11–2, 11–2, 11–2 |
|            |            |     |                         |                  |
|            |            |     |                         |                  |

| 27 tháng 9 Báo cáo | Singapore | 3 – 0 | Lào |  |

| Gao Ning             | Gao Ning             | 3–0 | Thavisack Phathaphone | 11–5, 11–4, 11–4       |
| Li Hu                | Li Hu                | 3–0 | Phinith Kongphet      | 11–2, 11–3, 11–6       |
| Chew Zhe Yu Clarence | Chew Zhe Yu Clarence | 3–1 | Misay Phonsava        | 11–4, 11–3, 9–11, 11–6 |
|                      |                      |     |                       |                        |
|                      |                      |     |                       |                        |

| 28 tháng 9 Báo cáo | Trung Quốc | 3 – 2 | Singapore |  |

| Zhang Jike   | Zhang Jike   | 3–0 | Li Hu                | 11–4, 11–3, 11–7             |
| Fan Zhendong | Fan Zhendong | 2–3 | Chen Feng            | 7–11, 7–11, 11–3, 11–5, 7–11 |
| Ma Long      | Ma Long      | 3–0 | Chew Zhe Yu Clarence | 11–5, 11–2, 11–2             |
| Fan Zhendong | Fan Zhendong | 2–3 | Li Hu                | 7–11, 11–7, 1–11, 11–8, 7–11 |
| Zhang Jike   | Zhang Jike   | 3–0 | Chen Feng            | 11–9, 11–4, 11–2             |

| 28 tháng 9 Báo cáo | Ả Rập Saudi | 3 – 0 | Lào |  |

| Naif Mohammed Aljadai   | Naif Mohammed Aljadai   | 3–1 | Thavisack Phathaphone | 11–5, 8–11, 11–9, 11–7 |
| Abdulaziz Abbad Alabbad | Abdulaziz Abbad Alabbad | 3–0 | Phinith Kongphet      | 11–5, 11–6, 11–6       |
| Muhamed Musaid Alsharif | Muhamed Musaid Alsharif | 3–0 | Misay Phonsava        | 11–6, 11–9, 11–5       |
|                         |                         |     |                       |                        |
|                         |                         |     |                       |                        |

#### Bảng B
| Đội      | Pld | W | L | MF | MA | Pts |
| -------- | --- | - | - | -- | -- | --- |
| Hàn Quốc | 3   | 3 | 0 | 9  | 0  | 6   |
| Ấn Độ    | 3   | 2 | 1 | 6  | 3  | 4   |
| Kuwait   | 3   | 1 | 2 | 3  | 7  | 2   |
| Nepal    | 3   | 0 | 3 | 1  | 9  | 0   |

| 27 tháng 9 Báo cáo | Hàn Quốc | 3 – 0 | Nepal |  |

| Jeong Sang-eun | Jeong Sang-eun | 3–0 | Purshottam Bajracharya | Walkover |
| Lee Jung-woo   | Lee Jung-woo   | 3–0 | Shiva Sundar Gothe     | Walkover |
| Kim Dong-hyun  | Kim Dong-hyun  | 3–0 | Amar Lal Malla         | Walkover |
|                |                |     |                        |          |
|                |                |     |                        |          |

| 27 tháng 9 Báo cáo | Ấn Độ | 3 – 0 | Kuwait |  |

| Soumyajit Ghosh | Soumyajit Ghosh | 3–1 | Albahrani Husain | 11–1, 11–5, 5–11, 11–6 |
| Sharath Kamal   | Sharath Kamal   | 3–0 | Albalhan Jaber   | 11–5, 12–10, 11–5      |
| Anthony Amalraj | Anthony Amalraj | 3–0 | Alanssari Basel  | 11–5, 11–8, 11–2       |
|                 |                 |     |                  |                        |
|                 |                 |     |                  |                        |

| 27 tháng 9 Báo cáo | Hàn Quốc | 3 – 0 | Kuwait |  |

| Joo Se-hyuk    | Joo Se-hyuk    | 3–0 | Albalhan Jaber   | 11–2, 11–5, 11–3 |
| Lee Jung-woo   | Lee Jung-woo   | 3–0 | Albahrani Husain | 11–3, 11–3, 11–6 |
| Jeong Sang-eun | Jeong Sang-eun | 3–0 | Alanssari Basel  | 11–1, 11–5, 11–5 |
|                |                |     |                  |                  |
|                |                |     |                  |                  |

| 27 tháng 9 Báo cáo | Ấn Độ | 3 – 0 | Nepal |  |

| Sharath Kamal       | Sharath Kamal       | 3–0 | Purshottam Bajracharya | Walkover |
| Anthony Amalraj     | Anthony Amalraj     | 3–0 | Shiva Sundar Gothe     | Walkover |
| Harmeet Rajul Desai | Harmeet Rajul Desai | 3–0 | Amar Lal Malla         | Walkover |
|                     |                     |     |                        |          |
|                     |                     |     |                        |          |

| 28 tháng 9 Báo cáo | Hàn Quốc | 3 – 0 | Ấn Độ |  |

| Joo Se-hyuk    | Joo Se-hyuk    | 3–0 | Sharath Kamal       | 11–8, 11–5, 12–10 |
| Jeong Sang-eun | Jeong Sang-eun | 3–0 | Harmeet Rajul Desai | 11–6, 11–8, 11–6  |
| Lee Jung-woo   | Lee Jung-woo   | 3–0 | Soumyajit Ghosh     | 11–4, 11–1, 11–8  |
|                |                |     |                     |                   |
|                |                |     |                     |                   |

| 28 tháng 9 Báo cáo | Kuwait | 3 – 1 | Nepal |  |

| Albalhan Jaber   | Albalhan Jaber   | 3–0 | Shiva Sundar Gothe | 11–7, 12–10, 11–8       |
| Albahrani Husain | Albahrani Husain | 3–1 | Deep Saun          | 9–11, 11–5, 11–5, 17–15 |
| Alanssari Basel  | Alanssari Basel  | 1–3 | Ajay Suwal         | 11–5, 8–11, 6–11, 8–11  |
| Albahrani Husain | Albahrani Husain | 3–0 | Shiva Sundar Gothe | 11–7, 11–7, 11–3        |
|                  |                  |     |                    |                         |

#### Bảng C
| Đội               | Pld | W | L | MF | MA | Pts |
| ----------------- | --- | - | - | -- | -- | --- |
| Nhật Bản          | 4   | 4 | 0 | 12 | 2  | 8   |
| Đài Bắc Trung Hoa | 4   | 3 | 1 | 11 | 3  | 6   |
| Pakistan          | 4   | 2 | 2 | 6  | 8  | 4   |
| Ma Cao            | 4   | 1 | 3 | 5  | 9  | 2   |
| Maldives          | 4   | 0 | 4 | 0  | 12 | 0   |

| 27 tháng 9 Báo cáo | Đài Bắc Trung Hoa | 3 – 0 | Maldives |  |

| Chen Chien-an     | Chen Chien-an     | 3–0 | Mohamed Zeesth Naseem       | 11–4, 11–4, 11–2 |
| Huang Sheng-sheng | Huang Sheng-sheng | 3–0 | Moosa Munsif Ahmed          | 11–6, 11–8, 11–5 |
| Wu Chih-chi       | Wu Chih-chi       | 3–0 | Mohammad Maizaru Adam Zahir | 11–1, 11–1, 11–1 |
|                   |                   |     |                             |                  |
|                   |                   |     |                             |                  |

| 27 tháng 9 Báo cáo | Ma Cao | 2 – 3 | Pakistan |  |

| Che Chi Pan  | Che Chi Pan  | 0–3 | Muhammad Asim Qureshi   | 8–11, 13–15, 7–11             |
| Chang Hoi Wa | Chang Hoi Wa | 2–3 | Muhammad Rameez         | 6–11, 11–6, 5–11, 11–9, 10–12 |
| Xiao Zikang  | Xiao Zikang  | 3–2 | Syed Saleem Abbas Kazmi | 11–7, 7–11, 11–7, 8–11, 11–8  |
| Chang Hoi Wa | Chang Hoi Wa | 3–0 | Muhammad Asim Qureshi   | 13–11, 11–9, 11–7             |
| Che Chi Pan  | Che Chi Pan  | 2–3 | Muhammad Rameez         | 7–11, 11–6, 5–11, 11–4, 9–11  |

| 27 tháng 9 Báo cáo | Nhật Bản | 3 – 0 | Maldives |  |

| Yuto Muramatsu   | Yuto Muramatsu   | 3–0 | Moosa Munsif Ahmed    | 11–5, 11–3, 11–6 |
| Jun Mizutani     | Jun Mizutani     | 3–0 | Mohamed Zeesth Naseem | 11–1, 11–4, 11–2 |
| Kenta Matsudaira | Kenta Matsudaira | 3–0 | Mohamed Munthif Ahmed | 11–4, 11–1, 11–6 |
|                  |                  |     |                       |                  |
|                  |                  |     |                       |                  |

| 27 tháng 9 Báo cáo | Đài Bắc Trung Hoa | 3 – 0 | Ma Cao |  |

| Chuang Chih-yuan  | Chuang Chih-yuan  | 3–0 | Chang Hoi Wa | 11–5, 11–7, 11–7 |
| Chen Chien-an     | Chen Chien-an     | 3–0 | Che Chi Pan  | 11–5, 11–5, 11–5 |
| Chiang Hung-chieh | Chiang Hung-chieh | 3–0 | Che Long Lam | 11–4, 11–2, 11–6 |
|                   |                   |     |              |                  |
|                   |                   |     |              |                  |

| 27 tháng 9 Báo cáo | Nhật Bản | 3 – 0 | Pakistan |  |

| Yuto Muramatsu   | Yuto Muramatsu   | 3–0 | Muhammad Rameez         | 11–4, 11–4, 11–5  |
| Kenta Matsudaira | Kenta Matsudaira | 3–0 | Muhammad Asim Qureshi   | 12–10, 11–4, 11–4 |
| Koki Niwa        | Koki Niwa        | 3–0 | Syed Saleem Abbas Kazmi | 11–4, 11–1, 11–5  |
|                  |                  |     |                         |                   |
|                  |                  |     |                         |                   |

| 27 tháng 9 Báo cáo | Ma Cao | 3 – 0 | Maldives |  |

| Chang Hoi Wa | Chang Hoi Wa | 3–0 | Mohammad Maizaru Adam Zahir | 11–4, 11–7, 11–8               |
| Xiao Zikang  | Xiao Zikang  | 3–2 | Mohamed Zeesth Naseem       | 8–11, 11–13, 11–13, 11–3, 11–4 |
| Che Chi Pan  | Che Chi Pan  | 3–2 | Moosa Munsif Ahmed          | 11–6, 11–8, 8–11, 7–11, 11–5   |
|              |              |     |                             |                                |
|              |              |     |                             |                                |

| 28 tháng 9 Báo cáo | Nhật Bản | 3 – 0 | Ma Cao |  |

| Yuto Muramatsu   | Yuto Muramatsu   | 3–0 | Che Long Lam | 11–3, 11–5, 11–3 |
| Kenta Matsudaira | Kenta Matsudaira | 3–0 | Xiao Zikang  | 11–2, 11–2, 11–5 |
| Seiya Kishikawa  | Seiya Kishikawa  | 3–0 | Chang Hoi Wa | 11–3, 11–7, 11–6 |
|                  |                  |     |              |                  |
|                  |                  |     |              |                  |

| 28 tháng 9 Báo cáo | Pakistan | 0 – 3 | Đài Bắc Trung Hoa |  |

| Muhammad Rameez         | Muhammad Rameez         | 0–3 | Chen Chien-an     | 4–11, 2–11, 1–11 |
| Muhammad Asim Qureshi   | Muhammad Asim Qureshi   | 0–3 | Chiang Hung-chieh | 3–11, 5–11, 8–11 |
| Syed Saleem Abbas Kazmi | Syed Saleem Abbas Kazmi | 0–3 | Huang Sheng-sheng | 9–11, 4–11, 5–11 |
|                         |                         |     |                   |                  |
|                         |                         |     |                   |                  |

| 28 tháng 9 Báo cáo | Nhật Bản | 3 – 2 | Đài Bắc Trung Hoa |  |

| Jun Mizutani   | Jun Mizutani   | 3–1 | Chuang Chih-yuan  | 11–7, 4–11, 11–9, 11–8         |
| Koki Niwa      | Koki Niwa      | 0–3 | Chen Chien-an     | 7–11, 6–11, 9–11               |
| Yuto Muramatsu | Yuto Muramatsu | 3–0 | Huang Sheng-sheng | 11–4, 11–9, 11–6               |
| Koki Niwa      | Koki Niwa      | 2–3 | Chuang Chih-yuan  | 11–8, 6–11, 12–10, 13–15, 1–11 |
| Jun Mizutani   | Jun Mizutani   | 3–0 | Chen Chien-an     | 14–12, 11–9, 11–8              |

| 28 tháng 9 Báo cáo | Pakistan | 3 – 0 | Maldives |  |

| Muhammad Asim Qureshi   | Muhammad Asim Qureshi   | 3–0 | Mohamed Zeesth Naseem       | 11–2, 11–8, 11–7             |
| Muhammad Rameez         | Muhammad Rameez         | 3–2 | Moosa Munsif Ahmed          | 8–11, 11–8, 11–6, 9–11, 11–6 |
| Syed Saleem Abbas Kazmi | Syed Saleem Abbas Kazmi | 3–1 | Mohammad Maizaru Adam Zahir | 4–11, 11–6, 11–7, 11–9       |
|                         |                         |     |                             |                              |
|                         |                         |     |                             |                              |

#### Bảng D
| Đội               | Pld | W | L | MF | MA | Pts |
| ----------------- | --- | - | - | -- | -- | --- |
| Hồng Kông         | 4   | 4 | 0 | 12 | 1  | 8   |
| CHDCND Triều Tiên | 4   | 3 | 1 | 10 | 3  | 6   |
| Yemen             | 4   | 2 | 2 | 6  | 8  | 4   |
| Mông Cổ           | 4   | 1 | 3 | 4  | 10 | 2   |
| Qatar             | 4   | 0 | 4 | 2  | 12 | 0   |

| 27 tháng 9 Báo cáo | Hồng Kông | 3 – 0 | Mông Cổ |  |

| Cheung Yuk     | Cheung Yuk     | 3–0 | Lkhagvasuren Enkhbat | 11–5, 11–7, 11–7 |
| Wong Chun Ting | Wong Chun Ting | 3–0 | Bilegt Batkhishig    | 11–8, 11–8, 11–5 |
| Leung Chu Yan  | Leung Chu Yan  | 3–0 | Munkh Orgil Batbayar | 11–2, 11–2, 11–6 |
|                |                |     |                      |                  |
|                |                |     |                      |                  |

| 27 tháng 9 Báo cáo | Qatar | 1 – 3 | Yemen |  |

| Waled Nasser Al Hajjai      | Waled Nasser Al Hajjai      | 2–3 | Muneer Ahmed Ali Aldhubhani     | 8–11, 11–7, 7–11, 11–5, 5–11 |
| Abdulrahman Mohsen Alnaggar | Abdulrahman Mohsen Alnaggar | 0–3 | Omar Ahmed Ahmed Ali            | 3–11, 8–11, 12–14            |
| German Shemet               | German Shemet               | 3–1 | Fahd Abdulhakim Mohammed Gubran | 3–11, 11–4, 13–11, 11–9      |
| Abdulrahman Mohsen Alnaggar | Abdulrahman Mohsen Alnaggar | 1–3 | Muneer Ahmed Ali Aldhubhani     | 7–11, 11–9, 7–11, 9–11       |
|                             |                             |     |                                 |                              |

| 27 tháng 9 Báo cáo | Bắc Triều Tiên | 3 – 0 | Mông Cổ |  |

| Kim Nam-chol  | Kim Nam-chol  | 3–0 | Egshiglen Battulga   | 11–5, 11–3, 11–9 |
| Kim Hyok-bong | Kim Hyok-bong | 3–0 | Bilegt Batkhishig    | 11–2, 11–3, 11–7 |
| Pak Sin-hyok  | Pak Sin-hyok  | 3–0 | Munkhsaikhan Bayaraa | 11–2, 11–4, 11–3 |
|               |               |     |                      |                  |
|               |               |     |                      |                  |

| 27 tháng 9 Báo cáo | Hồng Kông | 3 – 0 | Qatar |  |

| Tang Peng      | Tang Peng      | 3–0 | German Shemet              | 11–2, 11–1, 11–9 |
| Jiang Tianyi   | Jiang Tianyi   | 3–0 | Waled Nasser Al Hajjai     | 11–3, 11–6, 11–4 |
| Wong Chun Ting | Wong Chun Ting | 3–0 | Mohammed Khamis Al Sulaiti | 11–1, 11–3, 11–1 |
|                |                |     |                            |                  |
|                |                |     |                            |                  |

| 27 tháng 9 Báo cáo | Bắc Triều Tiên | 3 – 0 | Yemen |  |

| Pak Sin-hyok  | Pak Sin-hyok  | 3–0 | Magd Ahmed Ali Aldhubhani       | 11–6, 11–5, 11–5       |
| Kim Hyok-bong | Kim Hyok-bong | 3–0 | Fahd Abdulhakim Mohammed Gubran | 11–4, 11–6, 11–4       |
| Choe Il       | Choe Il       | 3–1 | Omar Ahmed Ahmed Ali            | 11–8, 7–11, 11–8, 11–5 |
|               |               |     |                                 |                        |
|               |               |     |                                 |                        |

| 27 tháng 9 Báo cáo | Qatar | 1 – 3 | Mông Cổ |  |

| German Shemet              | German Shemet              | 1–3 | Lkhagvasuren Enkhbat | 8–11, 9–11, 11–7, 6–11         |
| Waled Nasser Al Hajjai     | Waled Nasser Al Hajjai     | 3–2 | Bilegt Batkhishig    | 11–13, 9–11, 14–12, 11–4, 11–8 |
| Mohammed Khamis Al Sulaiti | Mohammed Khamis Al Sulaiti | 0–3 | Munkh Orgil Batbayar | 11–13, 7–11, 6–11              |
| Waled Nasser Al Hajjai     | Waled Nasser Al Hajjai     | 1–3 | Lkhagvasuren Enkhbat | 7–11, 9–11, 11–7, 10–12        |
|                            |                            |     |                      |                                |

| 28 tháng 9 Báo cáo | Bắc Triều Tiên | 3 – 0 | Qatar |  |

| Kim Nam-chol | Kim Nam-chol | 3–0 | German Shemet              | 11–6, 14–12, 11–7 |
| Pak Sin-hyok | Pak Sin-hyok | 3–0 | Mohammed Khamis Al Sulaiti | 11–4, 11–6, 11–9  |
| Choe Il      | Choe Il      | 3–0 | Waled Nasser Al Hajjai     | 11–2, 11–3, 11–5  |
|              |              |     |                            |                   |
|              |              |     |                            |                   |

| 28 tháng 9 Báo cáo | Yemen | 0 – 3 | Hồng Kông |  |

| Fahd Abdulhakim Mohammed Gubran | Fahd Abdulhakim Mohammed Gubran | 1–3 | Wong Chun Ting | 8–11, 11–1, 11–9, 11–3 |
| Magd Ahmed Ali Aldhubhani       | Magd Ahmed Ali Aldhubhani       | 0–3 | Jiang Tianyi   | 11–5, 12–10, 11–7      |
| Muneer Ahmed Ali Aldhubhani     | Muneer Ahmed Ali Aldhubhani     | 0–3 | Cheung Yuk     | 11–8, 11–4, 11–5       |
|                                 |                                 |     |                |                        |
|                                 |                                 |     |                |                        |

| 28 tháng 9 Báo cáo | Bắc Triều Tiên | 1 – 3 | Hồng Kông |  |

| Pak Sin-hyok  | Pak Sin-hyok  | 0–3 | Tang Peng      | 8–11, 8–11, 5–11             |
| Kim Hyok-bong | Kim Hyok-bong | 3–1 | Jiang Tianyi   | 11–4, 14–16, 11–8, 11–8      |
| Kim Nam-chol  | Kim Nam-chol  | 0–3 | Wong Chun Ting | 12–14, 6–11, 9–11            |
| Kim Hyok-bong | Kim Hyok-bong | 2–3 | Tang Peng      | 7–11, 11–9, 11–5, 7–11, 8–11 |
|               |               |     |                |                              |

| 28 tháng 9 Báo cáo | Yemen | 3 – 1 | Mông Cổ |  |

| Omar Ahmed Ahmed Ali        | Omar Ahmed Ahmed Ali        | 3–1 | Lkhagvasuren Enkhbat | 11–7, 10–12, 11–6, 11–5      |
| Muneer Ahmed Ali Aldhubhani | Muneer Ahmed Ali Aldhubhani | 2–3 | Bilegt Batkhishig    | 11–6, 7–11, 9–11, 11–4, 2–11 |
| Magd Ahmed Ali Aldhubhani   | Magd Ahmed Ali Aldhubhani   | 3–0 | Munkh Orgil Batbayar | 11–4, 11–8, 11–8             |
| Muneer Ahmed Ali Aldhubhani | Muneer Ahmed Ali Aldhubhani | 3–1 | Lkhagvasuren Enkhbat | 11–6, 13–11, 14–16, 11–7     |
|                             |                             |     |                      |                              |

### Vòng loại trực tiếp
|  | Tứ kết | Tứ kết            | Tứ kết |  |  | Bán kết           | Bán kết           | Bán kết  |          |   | Chung kết  | Chung kết  | Chung kết |  |
|  |        |                   |        |  |  |                   |                   |          |          |   |            |            |           |  |
|  | A1     | Trung Quốc        | 3      |  |  |                   |                   |          |          |   |            |            |           |  |
|  | B2     | Ấn Độ             | 0      |  |  | Trung Quốc        | Trung Quốc        | 3        |          |   |            |            |           |  |
|  | D2     | CHDCND Triều Tiên | 2      |  |  | Nhật Bản          | Nhật Bản          | 0        |          |   |            |            |           |  |
|  | C1     | Nhật Bản          | 3      |  |  |                   |                   |          |          |   | Trung Quốc | Trung Quốc | 3         |  |
|  | D1     | Hồng Kông         | 2      |  |  |                   |                   | Hàn Quốc | Hàn Quốc | 0 |            |            |           |  |
|  | C2     | Đài Bắc Trung Hoa | 3      |  |  | Đài Bắc Trung Hoa | Đài Bắc Trung Hoa | 1        |          |   |            |            |           |  |
|  | A2     | Singapore         | 0      |  |  | Hàn Quốc          | Hàn Quốc          | 3        |          |   |            |            |           |  |
|  | B1     | Hàn Quốc          | 3      |  |  |                   |                   |          |          |   |            |            |           |  |

#### Tứ kết
| 28 tháng 9 Báo cáo | Trung Quốc | 3 – 0 | Ấn Độ |  |

| Xu Xin       | Xu Xin       | 3–0 | Sharath Kamal        | 11–7, 11–7, 11–7       |
| Ma Long      | Ma Long      | 3–1 | Harmeet Rajul Desai  | 11–5, 7–11, 11–2, 11–6 |
| Fan Zhendong | Fan Zhendong | 3–0 | Sanil Shankar Shetty | 11–1, 13–11, 11–1      |
|              |              |     |                      |                        |
|              |              |     |                      |                        |

| 28 tháng 9 Báo cáo | Bắc Triều Tiên | 2 – 3 | Nhật Bản |  |

| Pak Sin-hyok  | Pak Sin-hyok  | 3–2 | Kenta Matsudaira | 11–2, 7–11, 8–11, 11–9, 11–6   |
| Kim Hyok-bong | Kim Hyok-bong | 2–3 | Jun Mizutani     | 11–9, 12–10, 10–12, 3–11, 5–11 |
| Choe Il       | Choe Il       | 3–2 | Koki Niwa        | 11–7, 9–11, 8–11, 11–7, 16–14  |
| Pak Sin-hyok  | Pak Sin-hyok  | 0–3 | Jun Mizutani     | 9–11, 6–11, 7–11               |
| Kim Hyok-bong | Kim Hyok-bong | 0–3 | Kenta Matsudaira | 9–11, 9–11, 9–11               |

| 28 tháng 9 Báo cáo | Hồng Kông | 2 – 3 | Đài Bắc Trung Hoa |  |

| Wong Chun Ting | Wong Chun Ting | 2–3 | Chuang Chih-yuan  | 11–8, 11–4, 10–12, 7–11, 7–11   |
| Tang Peng      | Tang Peng      | 3–1 | Chen Chien-an     | 12–14, 13–11, 11–9, 11–7        |
| Jiang Tianyi   | Jiang Tianyi   | 2–3 | Chiang Hung-chieh | 11–8, 8–11, 11–5, 11–13, 9–11   |
| Tang Peng      | Tang Peng      | 3–2 | Chuang Chih-yuan  | 9–11, 2–11, 12–10, 11–6, 11–4   |
| Wong Chun Ting | Wong Chun Ting | 2–3 | Chen Chien-an     | 11–5, 14–12, 12–14, 9–11, 10–12 |

| 28 tháng 9 Báo cáo | Singapore | 0 – 3 | Hàn Quốc |  |

| Gao Ning  | Gao Ning  | 0–3 | Jeong Sang-eun | 6–11, 8–11, 8–11 |
| Chen Feng | Chen Feng | 0–3 | Joo Se-hyuk    | 6–11, 4–11, 5–11 |
| Li Hu     | Li Hu     | 0–3 | Lee Jung-woo   | 9–11, 7–11, 9–11 |
|           |           |     |                |                  |
|           |           |     |                |                  |

#### Bán kết
| 29 tháng 9 Báo cáo | Trung Quốc | 3 – 0 | Nhật Bản |  |

| Ma Long    | Ma Long    | 3–0 | Kenta Matsudaira | 11–6, 11–4, 11–6        |
| Xu Xin     | Xu Xin     | 3–1 | Jun Mizutani     | 5–11, 11–2, 11–4, 13–11 |
| Zhang Jike | Zhang Jike | 3–1 | Yuto Muramatsu   | 11–5, 6–11, 11–3, 11–3  |
|            |            |     |                  |                         |
|            |            |     |                  |                         |

| 29 tháng 9 Báo cáo | Đài Bắc Trung Hoa | 1 – 3 | Hàn Quốc |  |

| Chen Chien-an     | Chen Chien-an     | 0–3 | Joo Se-hyuk    | 6–11, 7–11, 8–11        |
| Chuang Chih-yuan  | Chuang Chih-yuan  | 3–0 | Jeong Sang-eun | 11–8, 12–10, 11–5       |
| Chiang Hung-chieh | Chiang Hung-chieh | 0–3 | Lee Jung-woo   | 9–11, 9–11, 8–11        |
| Chuang Chih-yuan  | Chuang Chih-yuan  | 1–3 | Joo Se-hyuk    | 11–7, 12–14, 4–11, 1–11 |
|                   |                   |     |                |                         |

#### Chung kết
| 30 tháng 9 Báo cáo | Trung Quốc | 3 – 0 | Hàn Quốc |  |

| Ma Long    | Ma Long    | 3–1 | Joo Se-hyuk    | 11–9, 11–9, 10–12, 17–15 |
| Xu Xin     | Xu Xin     | 3–0 | Lee Jung-woo   | 11–3, 11–5, 11–6         |
| Zhang Jike | Zhang Jike | 3–0 | Jeong Sang-eun | 11–1, 11–9, 11–7         |
|            |            |     |                |                          |
|            |            |     |                |                          |